# Distritos de Afganistán
Esta es una lista de distritos de Afganistán, conocidos como wuleswali (en pastún: ولسوالۍ‎, wuləswāləi; en persa: شهرستان‎, shahrestān). Estas son unidades administrativas de nivel secundario, un nivel por debajo de las Provincias de Afganistán. El gobierno afgano publicó su primer mapa de distrito en 1973. Reconoció 325 distritos, contando wuleswalis (distritos), alaqadaries (subdistritos) y markaz-e-wulaiyat (distritos del centro provincial). En los años siguientes se agregaron distritos adicionales mediante divisiones y algunos se eliminaron mediante fusiones. En junio de 2005, el gobierno afgano publicó un mapa de 398 distritos. Fue ampliamente adoptado como por muchos sistemas de gestión de la información, aunque generalmente con la adición de Sharak-e-Hayratan para un total de 399 distritos. Aquí hay un enlace a una representación limpia de el distrito 399 configurado como una hoja de cálculo (enlace roto disponible en Internet Archive; véase el historial, la primera versión y la última). de una fuente oficial afgana. Sigue siendo el estándar de facto, a finales de 2018, a pesar de una serie de anuncios gubernamentales sobre la creación de nuevos distritos. 
El último conjunto incluye 421 distritos. "Casi sin darse cuenta, la Oficina Central de Estadísticas del país y la Dirección Independiente de Gobernanza Local han elaborado una lista conjunta y consolidada de cuántos distritos tiene Afganistán. Ha entregado esta lista a la Comisión Electoral Independiente que lo ha utilizado en la preparación de las elecciones, el número es: 387. (O 387 "distritos" y 34 "distritos del centro provincial" para 421 distritos en total). En el enlace externo a hoja de cálculo de algunas de las generaciones más recientes de conjuntos de distrito.
La siguiente lista incluye distritos con enlaces a otras páginas de Wikipedia. No se corresponde con ningún conjunto de distritos en particular. Carece de varios distritos actualmente reconocidos por el gobierno afgano, y carece de algunos otros que son reconocidos popularmente pero no oficialmente.

## Geografía de Afganistán

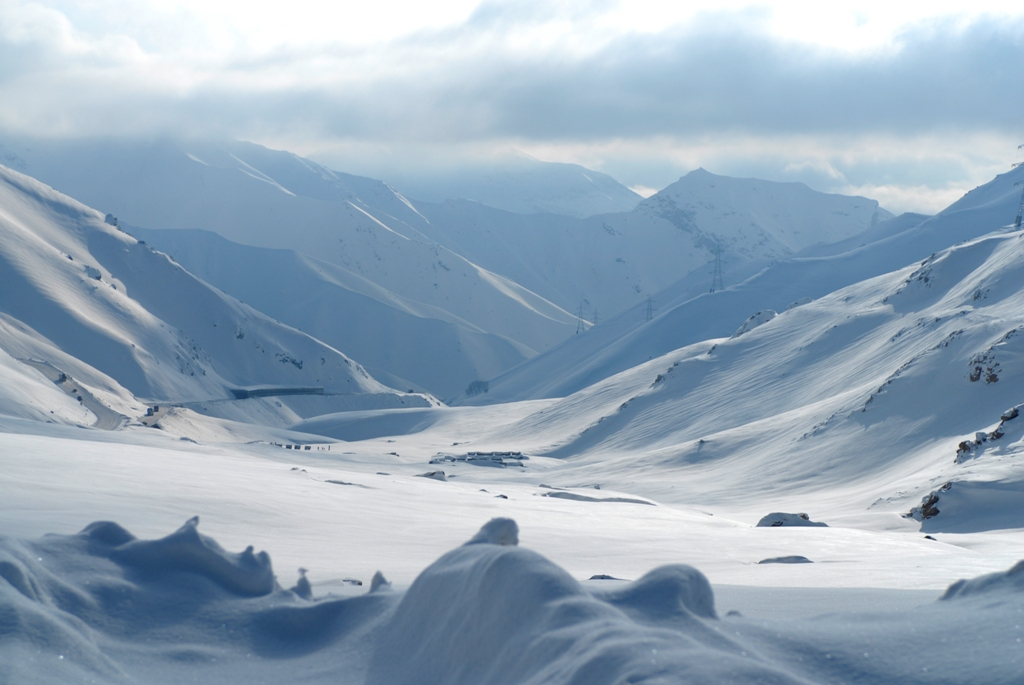
Nieve, Salang, provincia de Parwān

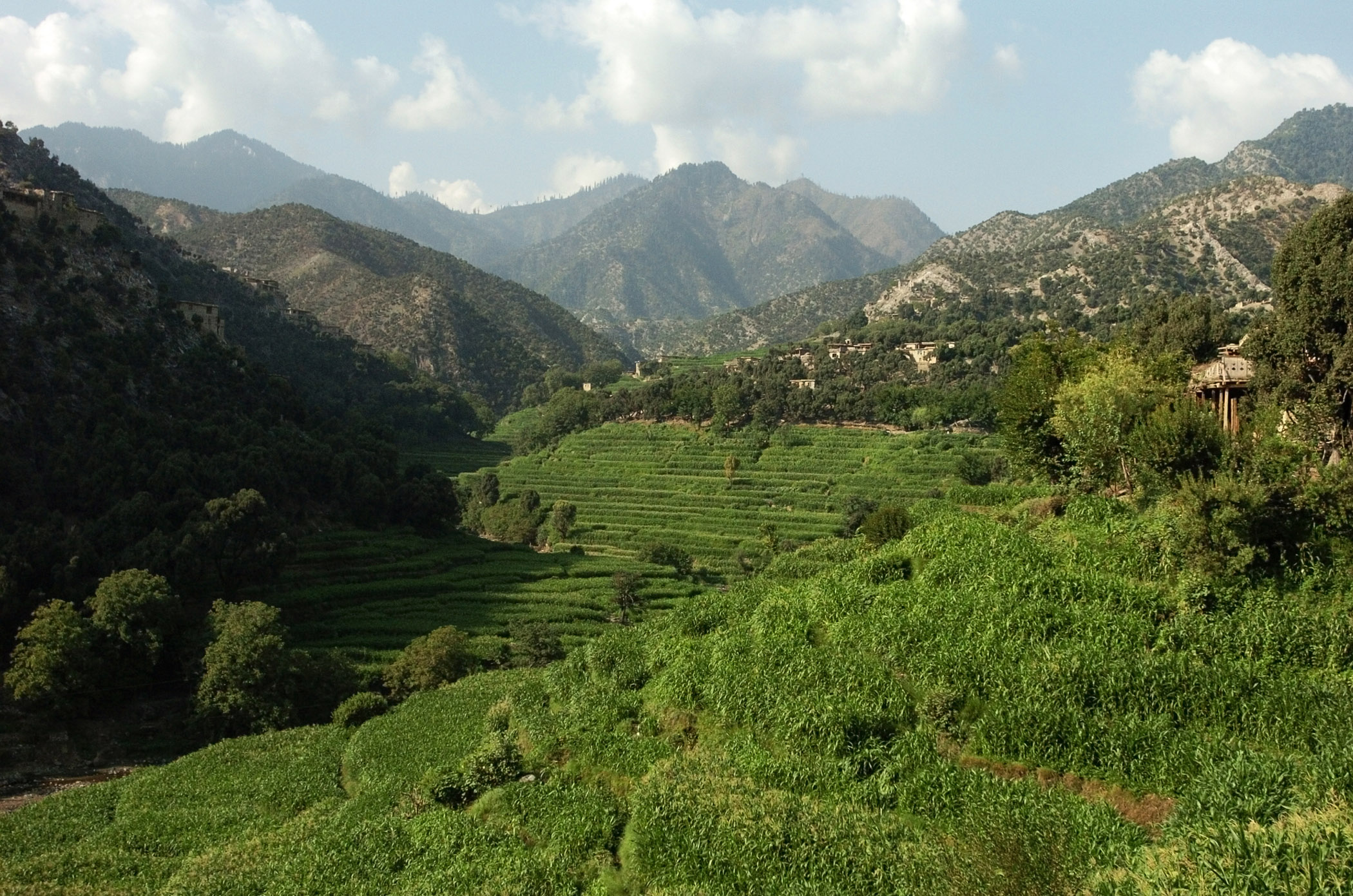
Provincia de Kunar

Afganistán posee una superficie de 652 230 kilómetros cuadrados, de los cuales aproximadamente el 75 % es montañoso. De hecho, las poco pobladas tierras altas centrales conforman la mayor parte del Hindu Kush o Hindu Qûh, la principal cadena montañosa del país y la segunda más alta del mundo, con varios picos por encima de los 6400 metros en su extremo oriental. El punto más elevado del país es la cima de la montaña Nowshak, a 7485 m s. n. m.
En la región noreste existe una importante actividad sísmica que con frecuencia causa cientos de muertes. El clima puede catalogarse como continental extremo, con escasas precipitaciones. Una buena parte del territorio es desértico o semidesértico, excepto unos cuantos valles fértiles muy poblados, como el de Herat, al noroeste. La red fluvial es de tipo endorreico, siendo los ríos más importantes el Amu-Darya (que es el cuasi mítico Oxus), el Helmand y el Käbol.

## Organización territorial
Afganistán está dividido administrativamente en 34 provincias (vilayatos). Cada provincia tiene una capital y un gobernador a cargo. Las provincias se dividen en aproximadamente 399 distritos, y cada uno de ellos normalmente cubre una ciudad o un número de aldeas. Cada distrito provincial está representado por un gobernador de distrito.
Los gobernadores provinciales, así como los gobernadores de distrito, son elegidos para el cargo durante las elecciones presidenciales de la nación, que tienen lugar cada cinco años. Los gobernadores provinciales son los representantes del gobierno central de Kabul y son responsables de todas las cuestiones administrativas y formales dentro de sus provincias. El Jefe de la Policía provincial es nombrado por el Ministerio del Interior en Kabul y trabaja junto con el gobernador de la provincia, en cumplimiento de la ley para todos los distritos de la provincia.
Hay una excepción en la ciudad capital de Kabul, donde el alcalde es elegido directamente por el presidente, y es completamente independiente del gobernador de Kabul.

### Zona noreste de Afganistán

#### Provincia de Badakhshan

| Distrito        | Notas                   |
| --------------- | ----------------------- |
| Arghanj Khwa    | antes parte de Fayzabad |
| Argo            | antes parte de Fayzabad |
| Baharak         |                         |
| Darayim         | antes parte de Fayzabad |
| Darwazi Bala    | antes parte de Darwaz   |
| Fayzabad        |                         |
| Ishkashim       |                         |
| Jurm            |                         |
| Khash           | antes parte de Jurm     |
| Khwahan         |                         |
| Kishim          |                         |
| Kohistan        | antes parte de Baharak  |
| Kuf Ab          | antes parte de Khwahan  |
| Kuran Wa Munjan |                         |
| Maimay          | antes parte de Darwaz   |
| Ragh            |                         |
| Shahri Buzurg   |                         |
| Shiki           | antes parte de Darwaz   |
| Shighnan        |                         |
| Shuhada         | antes parte de Baharak  |
| Tagab           | antes parte de Fayzabad |
| Tishkan         | antes parte de Kishim   |
| Wakhan          |                         |
| Wurduj          | antes parte de Baharak  |
| Yaftali Sufla   | antes parte de Fayzabad |
| Yamgan          | antes parte de Baharak  |
| Yawan           | antes parte de Ragh     |
| Zebak           |                         |

#### Provincia de Baglán

Distritos de la provincia de Baglán.

| Distrito        | notas                          |
| --------------- | ------------------------------ |
| Andarab         |                                |
| Baglán          | ahora parte de Baghlani Jadid  |
| Baghlani Jadid  |                                |
| Burka           |                                |
| Dahana i Ghuri  |                                |
| Dih Salah       | antes parte de Andarab         |
| Dushi           |                                |
| Farang wa Gharu | antes parte de Khost Wa Fereng |
| Guzargahi Nur   | antes parte de Khost Wa Fereng |
| Khinjan         |                                |
| Khost wa Fereng |                                |
| Khwaja Hijran   | antes parte de Andarab         |
| Nahrin          |                                |
| Puli Hisar      | antes parte de Andarab         |
| Puli Khumri     |                                |
| Tala Wa Barfak  |                                |

#### Provincia de Kunduz

Distritos de la provincia de Kunduz.

| Distrito    | nota |
| ----------- | ---- |
| Ali Abad    |      |
| Archi       |      |
| Chardara    |      |
| Imam Sahib  |      |
| Khan Abad   |      |
| Kunduz      |      |
| Qalay-I-Zal |      |

#### Provincia de Tahār

Distritos de la provincia de Tahār.

| Distrito         | nota                       |
| ---------------- | -------------------------- |
| Baharak          | antes parte Taluqan        |
| Bangi            |                            |
| Chah Ab          |                            |
| Chal             |                            |
| Darqad           |                            |
| Dashti Qala      | antes parte de Khwaja Ghar |
| Farkhar          |                            |
| Hazar Sumuch     | antes parte de Taluqan     |
| Ishkamish        |                            |
| Kalafgan         |                            |
| Khwaja Bahauddin | antes parte de Yangi Qala  |
| Khwaja Ghar      |                            |
| Namak Ab         | antes parte de Taluqan     |
| Rustaq           |                            |
| Taluqan          |                            |
| Warsaj           |                            |
| Yangi Qala       |                            |

### Zona norte de Afganistán

#### Provincia de Balj

Distritos de la provincia de Balj

| Distrito       | notas                    |
| -------------- | ------------------------ |
| Balkh          |                          |
| Chahar Bolak   |                          |
| Chahar Kint    |                          |
| Chimtal        |                          |
| Dawlatabad     |                          |
| Dihdadi        |                          |
| Kaldar         |                          |
| Khulmi         |                          |
| Kishindih      |                          |
| Marmul         |                          |
| Mazar-e Sharif |                          |
| Nahri Shahi    |                          |
| Sholgara       |                          |
| Shortepa       |                          |
| Zari           | antes parte de Kishindih |

#### Provincia de Fāryāb

Distritos de la provincia de Fāryāb.

| Distrito          | notas                     |
| ----------------- | ------------------------- |
| Almar             |                           |
| Andkhoy           |                           |
| Bilchiragh        |                           |
| Dawlat Abad       |                           |
| Gurziwan          | antes parte de Bilchiragh |
| Khani Chahar Bagh |                           |
| Khwaja Sabz Posh  |                           |
| Kohistan          |                           |
| Maymana           |                           |
| Pashtun Kot       |                           |
| Qaramqol          |                           |
| Qaysar            |                           |
| Qurghan           | antes parte de Andkhoy    |
| Shirin Tagab      |                           |

#### Provincia de Jawzjān

Distritos de la provincia de Jawzjān.

| Distrito      | notas                 |
| ------------- | --------------------- |
| Aqcha         |                       |
| Darzab        |                       |
| Fayzabad      |                       |
| Khamyab       |                       |
| Khaniqa       | antes parte de Aqcha  |
| Khwaja Du Koh |                       |
| Mardyan       |                       |
| Mingajik      |                       |
| Qarqin        |                       |
| Qush Tepa     | antes parte de Darzab |
| Shibirghan    |                       |

#### Provincia de Samangān

Distritos de la provincia de Samangān.

| Distrito          | notas                                                         |
| ----------------- | ------------------------------------------------------------- |
| Aybak             |                                                               |
| Dara-I-Sufi Balla | antes parte de Dara-I-Suf                                     |
| Dara-I-Sufi Payan | antes parte de Dara-I-Suf                                     |
| Feroz Nakhchir    | antes parte de Khulmi, transferido desde la provincia de Balj |
| Hazrati Sultan    |                                                               |
| Khuram Wa Sarbagh |                                                               |
| Ruyi Du Ab        |                                                               |

#### Provincia de Sar-e Pul

Distritos de la provincia de Sar-e Pul

| Distrito   | notas                 |
| ---------- | --------------------- |
| Balkhab    |                       |
| Gosfandi   | antes parte de Sayyad |
| Kohistanat |                       |
| Sangcharak |                       |
| Sar-e Pul  |                       |
| Sayyad     |                       |
| Sozma Qala |                       |

### Zona central de Afganistán

#### Provincia de Bamiyán

Distritos de la provincia de Bamiyán.

| Distrito  | notas                                                         |
| --------- | ------------------------------------------------------------- |
| Bamyan    |                                                               |
| Kahmard   | transferido de la provincia de Baglán                         |
| Panjab    |                                                               |
| Sayghan   | antes parte de Kahmard, transferido de la provincia de Baglán |
| Shibar    |                                                               |
| Waras     |                                                               |
| Yakawlang |                                                               |

#### Provincia de Kabul

Distritos de la provincia de Kabul.

| Distrito      | notas                        |
| ------------- | ---------------------------- |
| Bagrami       |                              |
| Chahar Asyab  |                              |
| Deh Sabz      |                              |
| Farza         | antes parte de Mir Bacha Kot |
| Guldara       |                              |
| Istalif       |                              |
| Kabul         |                              |
| Kalakan       |                              |
| Khaki Jabbar  |                              |
| Mir Bacha Kot |                              |
| Mussahi       |                              |
| Paghman       |                              |
| Qarabagh      |                              |
| Shakardara    |                              |
| Surobi        |                              |

#### Provincia de Kāpīsā

Distritos de la provincia de Kāpīsā

| Distrito            | notas                   |
| ------------------- | ----------------------- |
| Alasay              |                         |
| Hesa Awal Kohistan  | antes parte de Kohistan |
| Hesa Duwum Kohistan | antes parte de Kohistan |
| Koh Band            |                         |
| Mahmud Raqi         |                         |
| Nijrab              |                         |
| Tagab               |                         |

#### Provincia de Lawgar

Distritos de la provincia de Lawgar

| Texto de cabecera | Texto de cabecera         |
| ----------------- | ------------------------- |
| Azra              | transferido desde Paktiyā |
| Baraki Barak      |                           |
| Charkh            |                           |
| Kharwar           | antes parte de Charkh     |
| Khoshi            |                           |
| Mohammad Agha     |                           |
| Puli Alam         |                           |

#### Provincia de Panjshīr

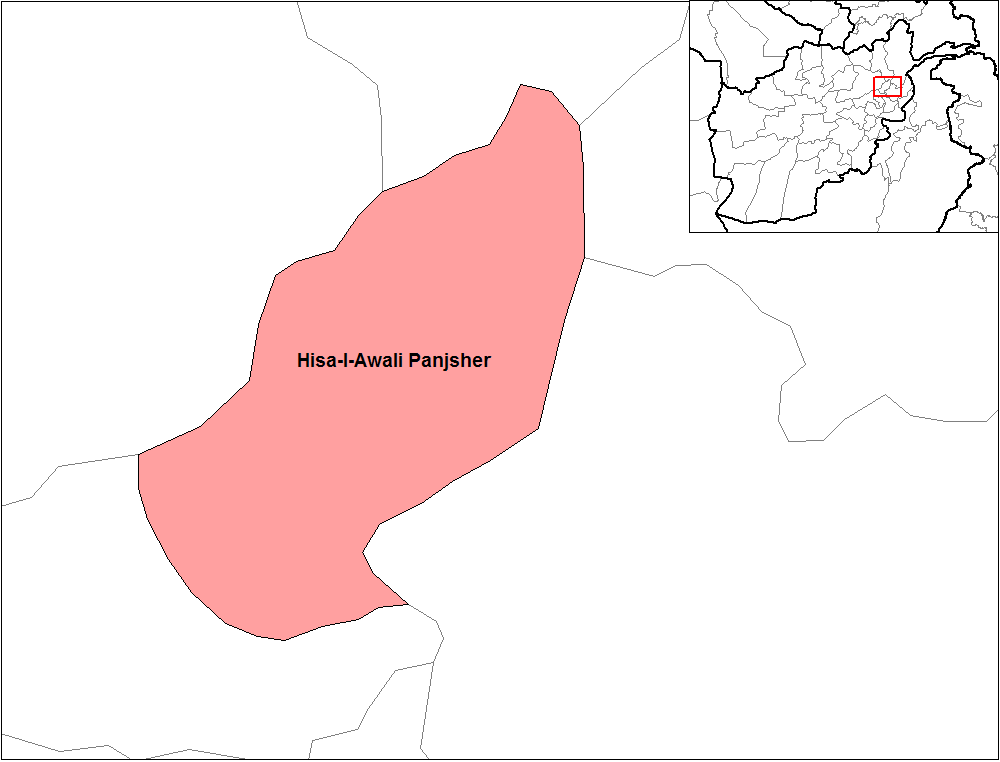
Distritos de la provincia de Panjshīr.

| Distrito | notas                                |
| -------- | ------------------------------------ |
| Anaba    | antes parte de Panjsher              |
| Bazarak  | antes parte de Panjsher              |
| Darah    | antes parte de Hisa Duwum            |
| Khenj    | antes parte de Hisa Awal             |
| Paryan   | antes parte de Hisa Awal             |
| Rokha    | antes parte de Hisa Duwum y Panjsher |
| Shotul   | antes parte de Panjsher              |

#### Provincia de Parwān

Distritos de la provincia de Parwān.

| Distrito     | notas                      |
| ------------ | -------------------------- |
| Bagram       |                            |
| Chaharikar   |                            |
| Ghorband     |                            |
| Jabal Saraj  |                            |
| Kohi Safi    |                            |
| Salang       |                            |
| Sayed Khel   | antes parte de Jabul Saraj |
| Shekh Ali    |                            |
| Shinwari     |                            |
| Surkhi Parsa |                            |

#### Provincia de Vardak

Distritos de la provincia de Vardak.

| Distrito            | notas                |
| ------------------- | -------------------- |
| Chaki               |                      |
| Day Mirdad          |                      |
| Hisa-I-Awali Bihsud |                      |
| Jaghatu             | transferido de Gazni |
| Jalrez              |                      |
| Markazi Bihsud      |                      |
| Maydan Shahr        |                      |
| Nirkh               |                      |
| Saydabad            |                      |

### Zona este de Afganistán

#### Provincia de Kunar

Distritos de la provincia de Kunar.

| Distrito           | notas                     |
| ------------------ | ------------------------- |
| Asadabad           |                           |
| Bar Kunar          |                           |
| Chapa Dara         |                           |
| Chawkay            |                           |
| Dangam             |                           |
| Dara-I-Pech        |                           |
| Ghaziabad          | antes parte de Nurgal     |
| Khas Kunar         |                           |
| Marawara           |                           |
| Narang Wa Badil    |                           |
| Nari               |                           |
| Nurgal             |                           |
| Shaygal Wa Shiltan | antes parte de Chapa Dara |
| Sirkanay           |                           |
| Wata Pur           | antes parte de Asadabad   |
| Shultan            | antes parte de Shaygl     |

#### Provincia de Lagmán

Distritos de la provincia de Lagmán.

| Distrito    | notas                    |
| ----------- | ------------------------ |
| Alingar     |                          |
| Alishing    |                          |
| Baad Pakh   | antes parte de Mihtarlam |
| Dawlat Shah |                          |
| Mihtarlam   |                          |
| Qarghayi    |                          |

#### Provincia de Nangarhar

Distritos de la provincia de Nangarhar.

| Texto de cabecera | Texto de cabecera        |
| ----------------- | ------------------------ |
| Achin             |                          |
| Bati Kot          |                          |
| Behsud            | antes parte de Jalalabad |
| Chaparhar         |                          |
| Dara-I-Nur        |                          |
| Dih Bala          |                          |
| Dur Baba          |                          |
| Goshta            |                          |
| Hisarak           |                          |
| Jalalabad         |                          |
| Kama              |                          |
| Khogyani          |                          |
| Kot               | antes parted de Rodat    |
| Kuz Kunar         |                          |
| Lal Pur           |                          |
| Muhmand Dara      |                          |
| Nazyan            |                          |
| Pachir Wa Agam    |                          |
| Rodat             |                          |
| Sherzad           |                          |
| Shinwar           |                          |
| Surkh Rod         |                          |
| Haska Meyna       |                          |

#### Provincia de Nuristan

Distritos de la provincia de Nuristan.

| Distrito    | notas                                                     |
| ----------- | --------------------------------------------------------- |
| Bargi Matal |                                                           |
| Du Ab       | creado de parte Mandol y del antiguo distrito de Nuristan |
| Kamdesh     |                                                           |
| Mandol      |                                                           |
| Nurgaram    | creado de parte Wama y del antiguo distrito de Nuristan   |
| Parun       | antes parte de Wama                                       |
| Wama        |                                                           |
| Waygal      |                                                           |

### Zona oeste de Afganistán

#### Provincia de Badghis

Distritos de la provincia de Badghis.

| Distrito     | notas |
| ------------ | ----- |
| Ab Kamari    |       |
| Ghormach     |       |
| Jawand       |       |
| Muqur        |       |
| Bala Murghab |       |
| Qadis        |       |
| Qala-I-Naw   |       |

#### Provincia de Farāh

Distritos de la provincia de Farāh.

| Distrito       | notas |
| -------------- | ----- |
| Anar Dara      |       |
| Bakwa          |       |
| Bala Buluk     |       |
| Farah          |       |
| Gulistan       |       |
| Khaki Safed    |       |
| Lash wa Juwayn |       |
| Pur Chaman     |       |
| Pusht Rod      |       |
| Qala i Kah     |       |
| Shib Koh       |       |

#### Provincia de Ġawr
| Distritos            | notas                                  |
| -------------------- | -------------------------------------- |
| Chaghcharan          | antes llamado Ferozkoh                 |
| Distrito de Marghab  | antes parte de Ferozkoh (Chaghcharan). |
| Charsada             |                                        |
| Dawlat Yar           |                                        |
| Distrito de Du Layna |                                        |
| Lal Wa Sarjangal     |                                        |
| Pasaband             |                                        |
| Saghar               |                                        |
| Shahrak              |                                        |
| Taywara              |                                        |
| Tulak                |                                        |

#### Provincia de Herat

Distritos de la provincia de Herat.

| Distrito        | notas |
| --------------- | ----- |
| Adraskan        |       |
| Chishti Sharif  |       |
| Farsi           |       |
| Ghoryan         |       |
| Gulran          |       |
| Guzara          |       |
| Hirat           |       |
| Injil           |       |
| Karukh          |       |
| Kohsan          |       |
| Kushk           |       |
| Kushki Kuhna    |       |
| Obe             |       |
| Pashtun Zarghun |       |
| Shindand        |       |
| Zinda Jan       |       |
| Islam Qala      |       |

### Zona sureste de Afganistán

#### Provincia de Ghazni

Distritos de la provincia de Ghazni.

| Distrito            | notas                                    |
| ------------------- | ---------------------------------------- |
| Ab Band             |                                          |
| Ajristan            |                                          |
| Andar               |                                          |
| Dih Yak             |                                          |
| Gelan               |                                          |
| Ciudad de Ghazni    |                                          |
| Giro                |                                          |
| Distrito de Jaghatū |                                          |
| Jaghuri             |                                          |
| Khugiani            | creado de parte de Waeez Shahid y Ghazni |
| Khwaja Umari        | antes parte de Waeez Shahid              |
| Malistan            |                                          |
| Muqur               |                                          |
| Nawa                |                                          |
| Nawur               |                                          |
| Qarabagh            |                                          |
| Rashidan            | antes parte de Waeez Shahid              |
| Waghaz              | antes parte de Muqur                     |
| Zana Khan           |                                          |

#### Provincia de Khost

Distritos de la provincia de Khost.

| Distrito       | notas                                |
| -------------- | ------------------------------------ |
| Bak            |                                      |
| Gurbuz         |                                      |
| Jaji Maydan    |                                      |
| Khost          |                                      |
| Mandozai       |                                      |
| Musa Khel      |                                      |
| Nadir Shah Kot |                                      |
| Qalandar       |                                      |
| Sabari         |                                      |
| Shamal         | traspasado de la provincia de Paktia |
| Spera          |                                      |
| Tani           |                                      |
| Tere Zayi      |                                      |

#### Provincia de Paktia

Distritos de la provincia de Paktia.

| Distrito      | notas                     |
| ------------- | ------------------------- |
| Ahmad Aba     | antes parte de Said Karam |
| Ahmadkhel     |                           |
| Dand Aw Patan |                           |
| Gardez        |                           |
| Janikhel      |                           |
| Said Karam    |                           |
| Shwak         |                           |
| Tsamkani      |                           |
| Zadran        |                           |
| Zazi          |                           |
| Zurmat        |                           |

#### Provincia de Paktīkā

Distritos de la provincia de Paktīkā.

| Distrito   | notas                   |
| ---------- | ----------------------- |
| Barmal     |                         |
| Dila       |                         |
| Gayan      |                         |
| Gomal      |                         |
| Janikhel   | antes parte de Khairkot |
| Khairkot   |                         |
| Mata Khan  |                         |
| Nika       |                         |
| Omna       |                         |
| Sar Hawza  |                         |
| Surobi     |                         |
| Sharan     |                         |
| Terwa      | antes parte de Wazakhwa |
| Urgun      |                         |
| Wazakhwa   |                         |
| Wor Mamay  |                         |
| Yahya Khel | antes parte de Khairkot |
| Yusufkhel  | antes parte de Khairkot |
| Ziruk      |                         |

### Zona suroeste de Afganistán

#### Provincia de Daikondi

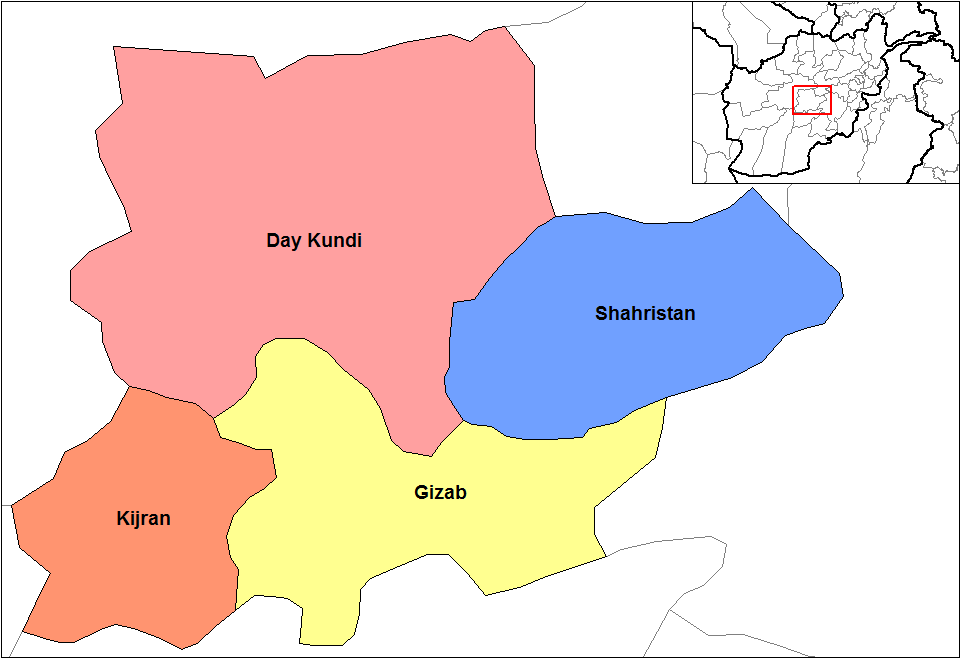
Distritos de la provincia de Daikondi.

| Distrito   | notas                                                            |
| ---------- | ---------------------------------------------------------------- |
| Ishtarlay  | antes parte de Daikondi, transferido de la provincia de Uruzgan  |
| Kajran     | transferido de la provincia de Uruzgan                           |
| Khadir     | antes parte de Daikondi, transferido de la provincia de Uruzgan  |
| Kiti       | antes parte de Kajran, transferido de la provincia de Uruzgan    |
| Miramor    | antes parte de Sharistan, transferido de la provincia de Uruzgan |
| Nili       | antes parte de Daikondi, transferido de la provincia de Uruzgan  |
| Sangtakht  | antes parte de Daikondi, transferido de la provincia de Uruzgan  |
| Shahristan | transferido de la provincia de Uruzgan                           |

#### Provincia de Helmand

Distritos de la provincia de Helmand.

| Distrito         | notas                  |
| ---------------- | ---------------------- |
| Baghran          |                        |
| Dishu            |                        |
| Garmsir          |                        |
| Grishk           |                        |
| Kajaki           |                        |
| Khanashin        |                        |
| Lashkargah       |                        |
| Majrah           | antes parte de Nad Ali |
| Musa Qala        |                        |
| Nad Ali          |                        |
| Nawa-I-Barakzayi |                        |
| Nawzad           |                        |
| Sangin           |                        |
| Washir           |                        |

#### Provincia de Kandahar

Distritos de la provincia de Kandahar.

| Texto de cabecera | Texto de cabecera                          |
| ----------------- | ------------------------------------------ |
| Arghandab         |                                            |
| Dand              |                                            |
| Arghistan         |                                            |
| Daman             |                                            |
| Ghorak            |                                            |
| Kandahar          |                                            |
| Khakrez           |                                            |
| Maruf             |                                            |
| Maywand           |                                            |
| Miyan Nasheen     | antes parte de Shah Wali Kot               |
| Naish             | transferido de la provincia de Uruzgán     |
| Panjwaye          |                                            |
| Reg               |                                            |
| Shah Wali Kot     |                                            |
| Shorabak          |                                            |
| Spin Boldak       |                                            |
| Zhari             | transferido de parte de Maywand y Panjwaye |

#### Provincia de Nimruz

Distritos de la provincia de Nimruz.

| Distrito      | notas |
| ------------- | ----- |
| Chahar Burjak |       |
| Chakhansur    |       |
| Kang          |       |
| Khash Rod     |       |
| Zaranj        |       |

#### Provincia de Uruzgán

Distritos de la provincia de Uruzgán.

| Distrito       | notas |
| -------------- | ----- |
| Chora          |       |
| Deh Rawood     |       |
| Gizab          |       |
| Khas Uruzgan   |       |
| Shahidi Hassas |       |
| Tarinkot       |       |

#### Provincia de Zābul

Distritos de la provincia de Zābul.

| Distrito         | Notas                                            |
| ---------------- | ------------------------------------------------ |
| Argahandab       |                                                  |
| Atghar           |                                                  |
| Daychopan        |                                                  |
| Kakar            | antes parte de Argahandab                        |
| Mezana           |                                                  |
| Naw Bahar        | transferido de parte de Shamulzuyi y Shinkay     |
| Qalat            | (técnicamente solo un municipio, no un distrito) |
| Shah Joy         |                                                  |
| Shamulzayi       |                                                  |
| Shinkay          |                                                  |
| Tarnak Wa Jaldak |                                                  |